# Nobukazu Takemura
Nobukazu Takemura (jap. 竹村延和 Takemura Nobukazu; ur. 8 sierpnia 1968 w Osace) – japoński muzyk, tworzący w różnych gatunkach muzycznych, począwszy od jazzu, przez house, drum and bass, chamber music do glitch. Wcześnie zainteresował się punkiem i new wave, pracując w sklepie z używanymi płytami zapoznał się bliżej z jazzem i hip hopem. Jeszcze na studiach regularnie dawał występy jako DJ.
W 1990 Takemura razem z Yamatsuką Eye (z The Boredoms) i Akim Ondą założył Audio Sports. Ich pierwszy album, Era of Glittering Gas został wydany w 1992 roku. W tym samym roku ukazał się debiutancki album Takemury (wydany pod pseudonimem DJ Takemura). Takemura wydał też materiał nagrany ze Spiritual Vibes (1993) i Child's View (1994). Obecnie tworzy z wokalistką i kompozytorką Aki Tsuyuko duet Assembler.
Założył wytwórnie muzyczne Lollop i Childisc. Dyskografia Takemury jest bardzo obszerna, zawierając wiele wydawnictw nagranych we współpracy z innymi artystami, singli i albumów. W Stanach Zjednoczonych zadebiutował wydanym przez Thrill Jockey w 1999 albumem Scope.
Takemura współpracował m.in. z Issey Miyake, Steve'em Reichem, DJ Spookym, Yo La Tengo i Tortoise.

## Wybrana dyskografia

### Single i EP
- Meteor - 1999. (Thrill Jockey, thrill 12.13) 12"
- Sign - 2001. (Thrill Jockey, thrill 12.20) 12"/2xCD
- Picnic / Oyasumi - 2001. (Bottrop-Boy, B-BOY 004) 7"
- Mimic Robot - 2002. (Thrill Jockey, thrill 12.25) 12"
- Hiking / Viking - 2002. (Bottrop-Boy, B-BOY 008) 7"
- Recursion EP - 2002. (Childisc, CHEP-011) 12"

### Albumy
- Child's View - 1994 (Bellissima! Records/Toy's Factory Records, TFCC-88312)
- Child's View Remix - 1995 (Toy's Factory, TFCC-88205)
- Child & Magic - 1997 (Warner Music Japan, WPC6-8399)
- Scope - 1999 (Thrill Jockey, thrill 068)
- Milano - 1999 (Warner Music Japan, WPC6-10017)
- Finale - 2000 (Warner Music Japan, WPC6-10062)
- Hoshi no Koe - 2001 (Thrill Jockey, thrill 094)
- Water's Suite - 2002 (Extreme, XLTD 005)
- Animate - 2002 (Childisc, CHCD-030)
- Songbook - 2003 (Bubblecore Records, BC-041)
- 10th - 2003 (Thrill Jockey, thrill 118)
- Assembler - 2003 (Thrill Jockey, thrill 123)